# Наумич Валентина Іванівна
Валентина Іванівна Наумич (Василенко) (8 січня 1942 — 17 липня 1998) — українська поетеса, член Національної спілки письменників України, просвітянка, поетеса Чорнобильської зони.

## Життєпис
Народилася 8 січня 1942 року в селі Зубівщина Коростенського району Житомирської області в сім'ї селян. Перший вірш написала у шостому класі. Закінчила Малозубівщанську середню школу, Чернівецький кооперативний технікум, у 1967 році — Львівський торгово-економічний інститут. Працювала у Таджикистані старшим інженером-економістом на шовковому комбінаті. У 1972 року повернулася до Коростеня. Чорнобильська трагедія змусила її, з підірваним здоров'ям, у 1991 році покинути рідне місто і переїхати в Херсон. Друкувалася в місцевій, обласній та республіканській пресі, в альманасі «Степ», канадському журналі «Промінь». Перша книжка «Є життя — лиш одне, без повтору…» побачила світ у 1993 році. У 1996 р. видала збірку поезії «Голос журби», а також поему про гетьмана Івана Мазепу «Пісня волі над сивим Дніпром». Часто у своїй ліриці зверталася до шевченківської творчості («Благослови, пророче!», «Чеченські акорди»).
Авторка 10 поетичних книг, була прийнята до лав Національної спілки письменників України (посмертно).
В її творчості — одвічні людські цінності: материнство, кохання, любов до рідної землі, та, читаючи вірші Валентини Іванівни на чорнобильську тематику, відчуваєш, що у них і біль, і зажура, і гіркі душевні сльози.

## Автор поезії
- Голос журби: поезії / післямова М. Братана. — Херсон: Просвіта, 1996. — 35 с.
- Є життя — лиш одне, без повтору… : вірші / ред. М. Братан; худож. С. Курак. — Херсон: Просвіта, 1993. — 56 с.[5]
- До калини на запросини: поезії / ред. М. Братан; худож. ред. В. Жураківський; коректор I. Плоткіна. — Херсон, 1997. — 26 с.
- Мелодії долини голубої: поезії / ред. М. Братан; худож. I. Драч. — Херсон, 1997. — 28 с.
- Подих струни: поезії / ред. М. Братан. — Херсон, 1997. — 47 с.
- Пісня волі над сивим Дніпром. — Херсон, 1997. — 26 с.
- Срібні луни: вірші / ред. М. Братан. — Херсон: Просвіта, 1997. — 20 с.
- Вірші // Степ. — Херсон, 2012. — № 21. — С. 97, 98, 100—101. Твори для дітей
- Абетка: вірші: для дошк. і молод. шк. віку. — Херсон, 1997. — 16 с.
- Ой, сердитий наш гусак: вірші для малят. — Херсон, 1996. — 19 с.
- Вірші // Малючок Степовичок: антол. дит. л-ри Херсонщини / упоряд. А.Крат. — Херсон: Айлант, 2004. — С. 42-44.

## Інтернет-джерела
- Наумич Валентина
- Валентина Наумич — сльоза України
- Її творчість наснажує
- Валентина Наумич. Пригоди природи
- Кожен її твір — це сповідь серця: (Поетеса Чорнобильської зони)
- Немченко Іван Васильович про Валентину Наумич
- Олексюк О. В. Невмирущий голос поетеси
- Іван Васильович Немченко МУЗИЧНИЙ СВІТ ПОЕЗІЇ ВАЛЕНТИНИ НАУМИЧ
- Каляка М. Кожен її твір — це сповідь серця: (Поетеса Чорнобильської зони)